# 矛花科
矛花科只有一属—矛花属（Doryanthes）几种植物，都是生长在澳大利亚东部的特有种，以前的分类法将矛花属分入龙舌兰科，1998年根据基因亲缘关系分类的APG 分类法将其单独列为一科，放在新设立的天门冬目下面，2003年经过修订的APG II 分类法继续维持上述的分类。